# 水野紀文
水野 紀文（みずの のりふみ、1941年2月25日 - ）は、日本のプロゴルファー。

## 来歴
20歳の時にプロテストで合格し、以後15年間トーナメントで活躍。
1971年の中日クラウンズでは初日に68、2日目には69をマークし、内田繁と共に通算3アンダーで首位の尾崎将司から3打差の3位に着けた。
1972年の同大会では2日目に66をマークし、松井一敏・鈴村久・原孝男と共に首位のテリー・ケンドール（ ニュージーランド）から4打差で続いた。
1978年の関西プロでは2日目には69をマークして宮本康弘と並んでの首位タイに立ち、3日目には松井・中村通・上野忠美と並んでの9位タイに着けた。
1979年の日本オープンでは初日に2アンダー70をマークし、アマチュアの金子柱憲、上野・窪田茂・川村正己と並んでの首位タイでスタート。
1990年の中部オープンを最後にレギュラーツアーから引退し、レッスン活動転身後は16タイプに分類した個別対応スウィング理論が圧倒的支持を受け、プロ野球がシーズンオフの10月から4月までの毎週金曜日にはCBCラジオ「スポーツ探偵団」キャスターを務めた。

## 著書
- 「きみの先生はこの人です: 技術の迷路でフラフラするな」ぶんか社、1997年9月1日、 ISBN 4821105756